# Slobodan Medojević
Slobodan Medojević est un footballeur serbe, né le 20 novembre 1990 à Novi Sad. Il évolue au poste de milieu défensif au FK Vojvodina.

## Biographie
Formé en Serbie, il arrive en Allemagne en 2012 en signant au VfL Wolfsburg. Il joue très peu la première saison avec seulement 9 matchs toutes compétitions confondues. Après une seconde saison où il joue plus régulièrement, il quitte le club et signe en faveur de l'Eintracht Francfort.